# Gleichmäßige Konvergenz μ-fast überall
Die gleichmäßige Konvergenz μ-fast überall ist ein Konvergenzbegriff der Maßtheorie für Funktionenfolgen. Sie wird auch ℒ∞-Konvergenz oder Konvergenz in ℒ∞ genannt, da sie der Konvergenz bezüglich der  {\displaystyle {\mathcal {L}}^{\infty }}-Norm entspricht. Somit handelt es sich bei der gleichmäßigen Konvergenz μ-fast überall sowohl um einen Grenzfall der Konvergenz im p-ten Mittel als auch um eine Abschwächung der gleichmäßigen Konvergenz. Es existieren noch weitere Konvergenzbegriffe mit dem Zusatz „fast überall“ wie beispielsweise die punktweise Konvergenz μ-fast überall. Um Verwechslungen zu vermeiden, sollte daher immer der vollständige Name des Konvergenzbegriffes genannt werden. Wird nur von der „Konvergenz fast überall“ gesprochen, so ist meist die punktweise Konvergenz fast überall gemeint. Ebenso sollte die gleichmäßige Konvergenz μ-fast überall nicht mit der fast gleichmäßigen Konvergenz verwechselt werden, diese ist ein schwächerer Konvergenzbegriff.

## Definition
Es lassen sich zwei verschiedene Definitionen angeben, eine unter Verwendung der {\displaystyle {\mathcal {L}}^{\infty }}-Norm und eine unter der Verwendung der gleichmäßigen Konvergenz. Beide Definitionen sind äquivalent.
Gegeben sei ein Maßraum {\displaystyle (X,{\mathcal {A}},\mu )} und messbare Funktionen
{\displaystyle f\colon X\to \mathbb {K} ,(f_{n}\colon X\to \mathbb {K} )_{n\in \mathbb {N} }}.

### Gleichmäßige Konvergenz μ-fast überall
Die Funktionenfolge {\displaystyle (f_{n})_{n\in \mathbb {N} }} heißt μ-fast überall gleichmäßig konvergent, wenn eine μ-Nullmenge {\displaystyle A} existiert, so dass {\displaystyle f_{n}} auf dem Komplement von {\displaystyle A}, also auf {\displaystyle X\setminus A}, gleichmäßig gegen {\displaystyle f} konvergiert. Es gilt also
{\displaystyle \lim _{n\rightarrow \infty }\,\sup _{x\in X\setminus A}\left|f_{n}(x)-f(x)\right|=0.}

### Konvergenz in ℒ∞
Gegeben sei die durch das wesentliche Supremum definierte Halbnorm
{\displaystyle \Vert f\Vert _{{\mathcal {L}}^{\infty }}:=\mathrm {ess} \sup |f|}.
Dann heißt die Funktionenfolge {\displaystyle (f_{n})_{n\in \mathbb {N} }} konvergent in {\displaystyle {\mathcal {L}}^{\infty }}, wenn
{\displaystyle \lim _{n\to \infty }\Vert f_{n}-f\Vert _{{\mathcal {L}}^{\infty }}=0}
ist.

## Beziehung zu anderen Konvergenzbegriffen

### Fast gleichmäßige Konvergenz
Aus der gleichmäßigen Konvergenz μ-fast überall folgt die fast gleichmäßige Konvergenz. Diese fordert die gleichmäßige Konvergenz auf einer Menge beliebig kleinen Maßes. Da bei der gleichmäßigen Konvergenz μ-fast überall aber immer gleichmäßige Konvergenz mit Ausnahme einer Nullmenge vorliegt, ist dies immer erfüllt. 
Die Umkehrung gilt nicht: So ist beispielsweise auf dem Maßraum {\displaystyle ([0,1],{\mathcal {B}}([0,1]),\lambda |_{[0,1]})} die Funktionenfolge {\displaystyle f_{n}(x)=x^{n}} für beliebiges kleines {\displaystyle \epsilon >0} auf den Intervall {\displaystyle [0,1-\epsilon ]} gleichmäßig gegen 0 konvergent, damit auch fast gleichmäßig gegen 0 konvergent auf den Intervall {\displaystyle [0,1]}. Jedoch ist die Funktionenfolge nicht μ-fast überall gleichmäßig konvergent.

### Konvergenz im p-ten Mittel
Im Falle eines endlichen Maßraumes folgt aus der gleichmäßige Konvergenz μ-fast überall die Konvergenz im p-ten Mittel mit {\displaystyle p\in (0,\infty )}, denn mittels der Hölder-Ungleichung kann man zeigen, dass
{\displaystyle \|f\|_{p}\leq \mu (X)^{1/p}\|f\|_{_{\infty }}}.
gilt. Für nicht-endliche Maßräume ist dieser Schluss jedoch im Allgemeinen falsch. Definiert man die beispielsweise die Funktionenfolge
{\displaystyle f_{n}(x)={\tfrac {1}{n}}\chi _{[0,n]}(x)}
auf {\displaystyle (\mathbb {R} ,{\mathcal {B}}(\mathbb {R} ),\lambda )}, so ist
{\displaystyle \lim _{n\to \infty }\|f_{n}\|_{\infty }=\lim _{n\to \infty }{\tfrac {1}{n}}=0{\text{ aber }}\lim _{n\to \infty }\|f_{n}\|_{1}=1}.
Der Schluss von der Konvergenz im p-ten Mittel zur gleichmäßigen Konvergenz fast überall ist sowohl in endlichen Maßräumen als auch in allgemeinen Maßräumen im Allgemeinen falsch. Die Funktionenfolge {\displaystyle f_{n}(x)=x^{n}} auf dem endlichen Maßraum {\displaystyle ([0,1],{\mathcal {B}}([0,1]),\lambda )} konvergiert beispielsweise für {\displaystyle p\in [1,\infty )} im p-ten Mittel gegen 0, aber nicht fast überall gleichmäßig gegen 0.

### Punktweise fast überall, nach Maß und lokal nach Maß
Da sowohl die punktweise Konvergenz μ-fast überall als auch die Konvergenz nach Maß und die Konvergenz lokal nach Maß aus der fast gleichmäßigen Konvergenz folgen, folgen nach dem obigen Abschnitt aus der gleichmäßigen Konvergenz μ-fast überall bereits alle drei Konvergenzarten.

## Allgemeine Formulierung
Die gleichmäßige Konvergenz fast überall lässt sich analog für Funktionen mit Werten in einem metrischen Raum {\displaystyle (M,d)} definieren. Eine Funktionenfolge heißt dann fast überall gleichmäßig Konvergent, wenn eine Nullmenge {\displaystyle A} existiert, so dass 
{\displaystyle \lim _{n\to \infty }\sup _{x\in X\setminus A}\ d(f_{n}(x),f(x))=0}
gilt.